# Jeremy Spencer
Jeremy Spencer (ur. 4 lipca 1948 w Hartlepool, w hrabstwie Durham) – brytyjski muzyk, najbardziej znany jako jeden z pierwszy gitarzystów Fleetwood Mac, którzy dołączyli do zespołu w lipcu 1967. Jego specjalność to technika gry na gitarze zwana „slide”. Był pod silnym wpływem bluesa, zwłaszcza Elmore’a Jamesa. Pozostał z zespołem aż do lutego 1971, kiedy wstąpił do sekty religijnej o nazwie Dzieci Boga, która istnieje nadal (obecnie znana jako The Family International).

## Fleetwood Mac
W lecie 1967 Spencer dowiedział się, że były gitarzysta Bluesbreakers Peter Green szuka innego brzmienia, i chce aby dołączył do niego w jego nowej grupie Fleetwood Mac. Green zatrudnił perkusistę Micka Fleetwooda i basistę Boba Brunninga, i poszukiwał drugiego gitarzysty, aby wypełnić dźwięk na scenie. Spencer grał bluesa z trio The Levi Set, i świetnie grał techniką slide. Wkrótce po jego przybyciu do zespołu ostatecznie przystąpił basista John McVie, były członek Bluesbreakers Johna Mayalla.